# Avinor
Avinor AS est une société anonyme qui exploite la plupart des aéroports civils de Norvège. L'État norvégien, via le ministère norvégien des Transports, contrôle 100 % du capital social. Avinor est créée le 1er janvier 2003, par la privatisation de l'administration norvégienne de l'aviation civile connue sous le nom de Luftfartsverket. Son siège social est situé à Oslo dans le quartier de Bjørvika.
Avinor possède et exploite 43 aéroports en Norvège, quatorze en association avec la Royal Norwegian Air Force. De plus, l'entreprise est responsable des services de contrôle du trafic aérien en Norvège. En plus des 43 aéroports, elle exploite trois centres de contrôle régional: l'ATCC d'Oslo et les centres de contrôle du trafic aérien de Bodø et de Stavanger.
En février 2021, Abraham Foss a pris la direction d'Avinor. L'entreprise emploie environ 3 000 personnes, notamment dans les domaines du contrôle du trafic aérien, des services de navigation aérienne, du sauvetage, de la maintenance, de l'administration et d'autres opérations aéroportuaires.